# Rudolf Alt (Fußballspieler)
Rudolf Alt (* 9. Juli 1926) ist ein ehemaliger deutscher Fußballspieler. Er spielte für die BSG Einheit Ost Leipzig und den SC Rotation Leipzig in der DDR-Oberliga, der höchsten Spielklasse im DDR-Fußball.

## Sportliche Laufbahn
In Riesa begann Rudolf Alt Fußball zu spielen. Nach dem Ende des Zweiten Weltkriegs setzte er seine Laufbahn in Leipzig fort, wo er bis 1952 mit der Betriebssportgemeinschaft (BSG) Stahl West Leipzig in der viertklassigen Bezirksklasse Nordwestsachsen spielte. Zur Saison 1952/53 wechselte er zur BSG Einheit Ost Leipzig in die zweitklassige DDR-Liga. Dort wurde er als Stürmer sofort Stammspieler, denn in den ausgetragenen 24 Ligaspielen kam er in 22 Begegnungen zum Einsatz, war mit 14 Toren erfolgreich und war damit auch entscheidend am Aufstieg der BSG in die Oberliga beteiligt. Während er 1953/54 mit 23 Einsätzen bei 28 Punktspielen und vier erzielten Toren seine Stammposition verteidigen konnte, schoss er 1954/55 zwar fünf Tore, bestritt aber nur in der Rückrunde sieben Oberligaspiele. Zu diesem Zeitpunkt war die Fußballsektion der BSG Einheit Ost bereits in den neu gegründeten Sportclub Rotation Leipzig eingegliedert worden.
Auch in der Oberliga-Übergangsrunde, die im Herbst 1955 mit 13 Spielen zum Übergang vom  Sommer-Frühjahr-Rhythmus zur Kalenderjahrsaison ausgetragen wurde, wurde er nur in sechs Partien aufgestellt und kam auch nur einmal als Torschütze zum Zuge. In den folgen drei Spielzeiten von 1956 bis 1958 spielte sich Alt wieder in die Stammformation hinein. Von den 78 ausgetragenen Oberligaspielen verpasste er nur sieben Partien und war sowohl 1956 wie auch 1958 mit elf bzw. sieben Treffern Torschützenkönig der Leipziger. In der Saison 1959 musste er bei neun Punktspielen pausieren und kam so nur auf 17 Einsätze und schoss auch nur zwei Tore. Für die Spielzeit 1960 wurde der inzwischen 33-jährige Alt zwar noch in den Oberligakader des SC Rotation aufgenommen, wurde aber nur noch am 1. Spieltag für 18 Minuten auf das Feld geschickt.
Nach Ablauf der Saison trat Rudolf Alt vom Leistungsfußball zurück. Innerhalb von acht Spielzeiten hatte er 125-mal in der Oberliga gespielt und dabei 35 Tore erzielt, dazu kommen 22 DDR-Liga-Spiele mit 14 Toren.